# Dąbrowa-Kolonia (województwo lubelskie)
Dąbrowa-Kolonia – kolonia w województwie lubelskim, w powiecie kraśnickim, w gminie Trzydnik Duży.
W latach 1975–1998 miejscowość należała administracyjnie do województwa tarnobrzeskiego.